# Soʻm
Der Soʻm (usbekisch Soʻm, kyrillisch сўм, gesprochen [sɵm]; auf Deutsch meist nach dem russischen Namen сум Sum oder seltener Som) ist die Währung von Usbekistan. Ein Soʻm ist in 100 Tiyin unterteilt. Der ISO-4217-Code des Soʻms ist UZS.
Die Währung wurde am 1. Juli 1994 eingeführt und löste den russischen Rubel ab.
Der Währungshandel ist verstaatlicht. Die Ausfuhr von Bargeld ist zollrechtlich beschränkt.

## Wortbedeutung
Сўм (Sum, Soʻm) war eine Bezeichnung für den Rubel in der tadschikisch- und usbekischsprachigen Bevölkerung der Sowjetunion; im Kasachischen und Kirgisischen Сом (Som). Diese Bezeichnungen fanden sich auch auf der Rückseite von Geldscheinen. Das Wort Som bedeutet in vielen Turksprachen „rein“ und impliziert „reines Gold“.

## Geschichte
Wie andere Republiken der früheren Sowjetunion benutzte auch Usbekistan nach der Unabhängigkeit zunächst weiterhin den Rubel. Am 26. Juli 1993 wurde in Russland der alte sowjetische Rubel durch den neuen russischen Rubel abgelöst. Bis zur Einführung des Soʻm am 15. November 1993 wurden in Usbekistan beide Rubelwährungen nebeneinander benutzt. Usbekistan ersetzte den (neuen) Rubel durch den Soʻm zum Nennwert (1:1). Der Soʻm wurde nicht weiter unterteilt, es wurden nur Banknoten in den Nennwerten 1, 3, 5, 10, 25, 50, 100, 200, 500, 1000, 5000 und 10000 Soʻm ausgegeben. Die Gestaltung der Geldscheine war sehr einfach, da diese Währung von vornherein nur als Übergangswährung gedacht war. Alle Scheine zeigten auf der Vorderseite das Wappen Usbekistans und auf der Rückseite die Sher-Dor-Madrasa in Samarkand. Sie unterschieden sich nur in der Farbe und dem Nennwert.
Am 1. Juli 1994 wurde der neue Soʻm herausgebracht. Das Umtauschverhältnis betrug 1 neuer Soʻm = 1000 alte Soʻm. Der neue Soʻm ist unterteilt in 100 Tiyin. Bei seiner Einführung war der Wechselkurs zum US-Dollar 1 Dollar = 25 Soʻm. Seit 1994 existieren Banknoten in den Stückelungen 1, 3, 5, 10, 25, 50 und 100. Inflationsbedingt kamen seither neue Noten. 1997 kam die 200-Soʻm-Note, ihr folgten 1999 die 500-, 2001 die 1000-, 2013 die 5000- sowie 2017 die 10.000- und 50.000-Soʻm-Note.
Am 25. Februar 2019 wurde eine 100.000 So'm-Note herausgegeben. Diese wurde vom Design neu gestaltet.
Am 14. Juni 2021 wurden 2000 und 20.000 So'm-Noten herausgegeben.
Am 15. Juli 2022 wurde eine 200.000 So'm-Note herausgegeben.

## Münzen
Für den neuen Soʻm sind drei Münzserien herausgegeben worden. Die erste Serie wurde noch mit kyrillischer Schrift geprägt, die beiden anderen mit lateinischer.

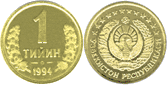
1 Tiyin (erste Serie)
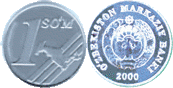
1 Soʻm (zweite Serie)
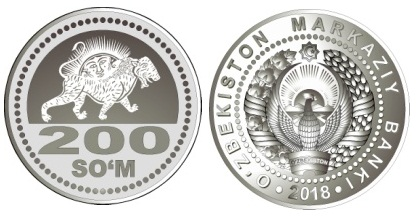
200 Soʻm (dritte Serie)

## Banknoten (aktuelle Ausgabe)
| Vorderseite | Rückseite | Abbildung Vorderseite | Abbildung Rückseite | Ausgabe                                 | besondere Merkmale                                                                                                 |
| ----------- | --------- | --- | --- | --------------------------------------- | --- |
| Vorderseite | Rückseite | Emblem in Kyrillischer Schrift                                                                                                  | Tigermosaik des Sher-Dor-Mardrasahs in Samarkand. | 1997 außer Kurs ab 1. Juli 2020         | Standardmerkmale (Sicherheitsfaden, Wasserzeichen, fühlbare Schrift, …)                                            |
|             |           | Emblem in Kyrillischer Schrift                                                                                                  | Statue des Timur in Tashkent | 1999 außer Kurs ab 1. Juli 2020         | Standardmerkmale (Sicherheitsfaden, Wasserzeichen, fühlbare Schrift, …)                                            |
|             |           | Emblem in Kyrillischer Schrift                                                                                                  | Amir-Timur-Museum | 2001                                    | Standardmerkmale (Sicherheitsfaden, Wasserzeichen, fühlbare Schrift, …)                                            |
|             |           | Emblem in lateinischer Schrift                                                                                                  | Oliy Majlis | 2013                                    | neuere Sicherheitsmerkmale (Hologrammfaden, 3d-Streifen)                                                           |
|             |           | Emblem in lateinischer Schrift                                                                                                  | Senat | 2017                                    | neuere Sicherheitsmerkmale (Hologrammfaden, 3d-Streifen)                                                           |
|             |           | Emblem in lateinischer Schrift                                                                                                  | Palast der Konventionen | 2017                                    | neuere Sicherheitsmerkmale (Hologrammfaden, 3d-Streifen)                                                           |
|             |           | Emblem von Usbekistan auf der rechten Seite, Mirzo Ulugbek an der Stelle, wo sich das Emblem an den anderen Banknoten befindet. | Mirzo Ulugbek Observatorium in Samarkand und Karte. | 2019; Ab 25. Februar 2019 Ausgabetermin | Nochmals überarbeitete Sicherheitsmerkmale mit verbesserten 3d-Streifen und Fühlsystem für sehbehinderte Menschen. |
|             |           | Palast des Xudayar Khan in Qoʻqon, Karawanenrouten auf der Karte von Usbekistan, Staatswappen von Usbekistan.                   | Axsikent Arxeologiya Yodgorligi (altes archäologisches Denkmal) im alten Bundesstaat Fergana; Granatapfel als SPARK Live-Element; doppelköpfige Schlange und Keramikschale. | 2022; Ab 2022 Ausgabetermin             | Nochmals überarbeitete Sicherheitsmerkmale mit verbesserten 3d-Streifen und Fühlsystem für sehbehinderte Menschen. |